# Timmermoor

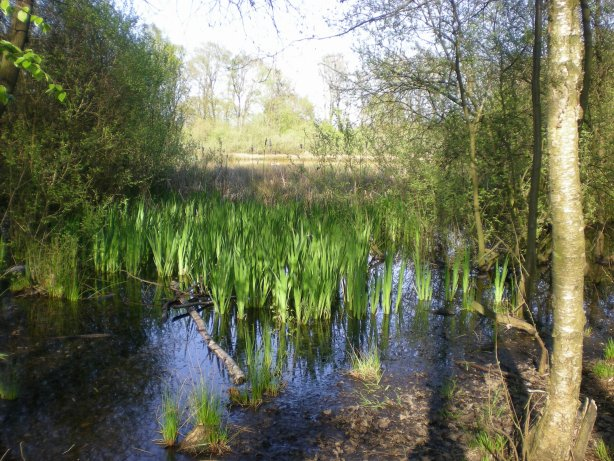
Naturdenkmal Timmermoor in HH-Bergstedt

Das Timmermoor ist ein etwa 4 ha großes Naturdenkmal im Südosten des Hamburger Stadtteils Bergstedt, das durch Senatsverordnung vom 4. Februar 1986 unter Schutz gestellt wurde.
Der Moorteich ist ein vor rund 20.000 Jahren während der letzten Eiszeit entstandenes Söll und von Heide und Gehölz gesäumt. Entgegen früheren Annahmen, dass es sich um ein Ausblasungsloch handelt, das an der Eiskante durch wirbelnde Abwinde entstanden ist, geht man mittlerweile davon aus, dass die Senke durch die Sackung von Bodenschichten über tauendem Toteis entstanden ist.
Das Gebiet ist Standort seltener trittempfindlicher Moorpflanzen, die sich nur mit nährstoffarmem Boden begnügen. Außerdem leben dort gefährdete Libellen und Amphibienarten.